# Remo na Universíada de Verão de 1987

## Quadro de medalhas
| Ordem | País                   | Medalha de ouro | Medalha de prata | Medalha de bronze |   |
| ----- | ---------------------- | --------------- | ---------------- | ----------------- | - |
| 1     | ROM Romênia            | 5               | 1                |                   | 6 |
| 2     | ITA Itália             | 3               | 2                | 2                 | 7 |
| 3     | FRG Alemanha Ocidental | 1               | 3                | 1                 | 5 |
| 4     | BUL Bulgária           | 1               | 3                |                   | 4 |
| 5     | NED Países Baixos      | 1               | 1                | 2                 | 4 |
| 6     | GDR Alemanha Oriental  | 1               |                  | 1                 | 2 |
| 7     | CHN China              | 1               |                  | 1                 | 2 |
| 8     | POL Polônia            | 1               |                  |                   | 1 |
| 9     | YUG Iugoslávia         |                 | 1                | 2                 | 3 |
| 10    | USA Estados Unidos     |                 | 1                | 1                 | 4 |
| 11    | BRA Brasil             |                 | 1                |                   | 1 |
| 11    | URS União Soviética    |                 | 1                |                   | 1 |
| 13    | CAN Canadá             |                 |                  | 3                 | 3 |
| 13    | FRA França             |                 |                  | 1                 | 1 |